# Grafično oblikovanje
Grafično oblikovanje je ustvarjalni proces - najbolj pogosto vključujejo stranko in oblikovalca in se običajno zaključi s produkcijsko obliko (tj., tiskalniški izpis, programerski izdelek, itd). Izraz "grafično oblikovanje" se lahko nanaša tudi na številne umetniške in strokovne discipline, ki se osredotočajo na vizualno komunikacijo in predstavitve. Različne metode se uporabljajo za ustvarjanje in združevanje besed, simbolov, slik, da bi ustvarili vizualno predstavitev idej in sporočil. Grafični oblikovalec lahko uporabi tipografije, vizualne komunikacije in različne tehnike postavitev strani za izdelavo nekega izdelka. 
Običajna raba grafičnega oblikovanja vključuje identitete (logotipi in blagovne znamke), spletne strani, publikacije (revije, časopisi in knjige), oglase ter embalažo izdelkov. Tipično lahko nek izdelek kot celota vsebuje logotip ali drugo umetniško delo, organizirano besedilo in čiste oblikovne elemente, kot so oblike in barve.